# Toni Salame
Toni Salame, Tuni Salama (arab.: طوني سلامة, Ṭūni Salāmah; ur. 11 lipca 1963) – libański narciarz alpejski, uczestnik Zimowych Igrzysk Olimpijskich 1988 w Calgary.
Najlepszym wynikiem Salame na zimowych igrzyskach olimpijskich jest 34. miejsce podczas igrzysk w Calgary w slalomie.
Salame nigdy nie wziął udziału w mistrzostwach świata.
Salame nigdy nie wystartował w zawodach Pucharu Świata.

## Osiągnięcia

### Zimowe igrzyska olimpijskie
| Igrzyska     | Konkurencja | Czas    | Wynik | Zwycięzca     |
| ------------ | ----------- | ------- | ----- | ------------- |
| Calgary 1988 | Gigant      | -       | DSQ   | Alberto Tomba |
| Calgary 1988 | Slalom      | 2:16.97 | 34.   | Alberto Tomba |